# Мерльё-э-Фукроль
Мерльё-э-Фукро́ль (фр. Merlieux-et-Fouquerolles) — коммуна во Франции, находится в регионе Пикардия. Департамент коммуны — Эна. Входит в состав кантона Лан-1. Округ коммуны — Лан.
Код INSEE коммуны — 02478.

## Население
Население коммуны на 2010 год составляло 273 человека.
| 1962 | 1968 | 1975 | 1982 | 1990 | 1999 | 2010 |
| ---- | ---- | ---- | ---- | ---- | ---- | ---- |
| 155  | 127  | 133  | 171  | 185  | 218  | 273  |

## Экономика
В 2010 году среди 183 человек трудоспособного возраста (15—64 лет) 136 были экономически активными, 47 — неактивными (показатель активности — 74,3 %, в 1999 году было 75,0 %). Из 136 активных жителей работали 121 человек (61 мужчина и 60 женщин), безработных было 15 (8 мужчин и 7 женщин). Среди 47 неактивных 19 человек были учениками или студентами, 14 — пенсионерами, 14 были неактивными по другим причинам.